# Llista de monuments de la Barceloneta
Llista de monuments de la Barceloneta (barri del districte de Ciutat Vella de Barcelona) inclosos en l'Inventari del Patrimoni Arquitectònic Català i en el catàleg de Patrimoni Arquitectònic de Barcelona.

## Monuments d'Interès Nacional
Monuments inscrits en el Registre de Béns Culturals d'Interès Nacional (BCIN) amb la classificació de monuments històrics per ser una construcció o altra obra material produïda per l'activitat humana que configura una unitat singular de les més rellevants del patrimoni cultural català.
| Monument               | Protecció       | Estil/època                                                | Localització                    | Coordenades                                          | Codi?         | Imatge |
| ---------------------- | --------------- | ---------------------------------------------------------- | ------------------------------- | ---------------------------------------------------- | ------------- | --- |
| Habitatges Barceloneta | BCIN 1977-MH-EN | Racionalisme Josep Antoni Coderch i de Sentmenat 1952-1954 | Barcelona Pg. Joan de Borbó, 43 | 41° 22′ 41″ N, 2° 11′ 18″ E / 41.377969°N,2.188385°E | RI-51-0010900 | Habitatges Barceloneta (Barcelona) · Vegeu més fotos d'aquest monument · Carregueu una nova foto d'aquest monument |

## Monuments d'Interès Local
Monuments declarats com Béns Culturals d'Interès Local (BCIL), inclosos en el Catàleg de Patrimoni Arquitectònic de Barcelona amb el nivell de protecció B.
| Monument                                                  | Protecció | Estil/època                                               | Localització                                                                       | Coordenades                                          | Codi?     | Imatge |
| --------------------------------------------------------- | --------- | --------------------------------------------------------- | ---------------------------------------------------------------------------------- | ---------------------------------------------------- | --------- | --- |
| Església de Sant Miquel del Port                          | BCIL 2000 | Barroc Juan Martín Cermeño 1753-55; 1863                  | Barcelona C. Sant Miquel, 39 bis - pl. Barceloneta                                 | 41° 22′ 47″ N, 2° 11′ 18″ E / 41.379808°N,2.188333°E | IPA-40313 | Església de Sant Miquel del Port (Barcelona) · Vegeu més fotos d'aquest monument · Carregueu una nova foto d'aquest monument               |
| Magatzems generals del Dipòsit, Palau de Mar              | BCIL 2000 | Eclecticisme Maurici Garran 1881                          | Barcelona Moll Dipòsit - pl. Pau Vila 1-5                                          | 41° 22′ 51″ N, 2° 11′ 09″ E / 41.38094°N,2.18573°E   | IPA-40369 | Magatzems generals del Dipòsit (Barcelona) · Vegeu més fotos d'aquest monument · Carregueu una nova foto d'aquest monument                 |
| Torre d'aigües de la Catalana de Gas                      | BCIL 2000 | Modernisme Josep Domènech i Estapà 1906                   | Barcelona Parc de la Barceloneta                                                   | 41° 23′ 02″ N, 2° 11′ 33″ E / 41.38381°N,2.19258°E   | IPA-40385 | Torre d'aigües de la Catalana de Gas (Barcelona) · Vegeu més fotos d'aquest monument · Carregueu una nova foto d'aquest monument           |
| Torre del Rellotge                                        | BCIL 2000 | Neoclassicisme 1772; 1904                                 | Barcelona Moll de Pescadors                                                        | 41° 22′ 30″ N, 2° 11′ 09″ E / 41.374930°N,2.185769°E | IPA-40448 | Torre del Rellotge (Barcelona) · Vegeu més fotos d'aquest monument · Carregueu una nova foto d'aquest monument                             |
| Torres de Jaume I i de Sant Sebastià (Telefèric del Port) | BCIL 2000 | Arquitectura del ferro Carles Buïgas i Sans 1931          | Barcelona Moll Nou (Torre de Sant Sebastià) o Moll de Barcelona (Torre de Jaume I) | 41° 22′ 23″ N, 2° 11′ 16″ E / 41.37311°N,2.1878°E    | IPA-41156 | Torres de Jaume I i de Sant Sebastià (Barcelona) · Vegeu més fotos d'aquest monument · Carregueu una nova foto d'aquest monument           |
| Cooperativa La Fraternitat                                | BCIL 2000 | Modernisme F. Guàrdia Vial 1917                           | Barcelona C. Comte de Santa Clara, 8-12 - c. Sant Carles, 9 - c. Pescadors, 7-11   | 41° 22′ 45″ N, 2° 11′ 20″ E / 41.379168°N,2.188822°E | IPA-41286 | Cooperativa La Fraternitat (Barcelona) · Vegeu més fotos d'aquest monument · Carregueu una nova foto d'aquest monument                     |
| Antigues oficines de Catalana de Gas                      | BCIL 2000 | Modernisme J. Domènech i Estapà 1907                      | Barcelona C. Ginebra                                                               | 41° 22′ 56″ N, 2° 11′ 30″ E / 41.382227°N,2.191743°E | IPA-41287 | Antigues oficines de Catalana de Gas (Barcelona) · Vegeu més fotos d'aquest monument · Carregueu una nova foto d'aquest monument           |
| Casa Martí Ventosa                                        | BCIL 2000 | Eclecticisme afrancesat Manuel Puig Janer 1935            | Barcelona Pg. Joan de Borbó, 22-23 - c. Mar, 44-46                                 | 41° 22′ 46″ N, 2° 11′ 16″ E / 41.379541°N,2.187806°E | IPA-42535 | Casa MartíVentosa (Barcelona) · Vegeu més fotos d'aquest monument · Carregueu una nova foto d'aquest monument                              |
| Edifici d'habitatges al carrer Sant Miquel, 39            | BCIL 2000 | Neoclassicisme-romàntic Segle XVIII; 1837, aprox.         | Barcelona C. Sant Miquel, 39 - pl. Barceloneta                                     | 41° 22′ 48″ N, 2° 11′ 18″ E / 41.379913°N,2.188320°E | IPA-42536 | Edifici d'habitatges al carrer Sant Miquel, 39 (Barcelona) · Vegeu més fotos d'aquest monument · Carregueu una nova foto d'aquest monument |
| Edifici d'habitatges al carrer Sant Miquel, 41            | BCIL 2000 | Barroc, neoclassicisme-romàntic Segle XVIII; 1837, aprox. | Barcelona C. Sant Miquel, 41-43 - c. Escuder, 5 bis- 9                             | 41° 22′ 47″ N, 2° 11′ 18″ E / 41.379608°N,2.188394°E | IPA-42537 | Edifici d'habitatges al carrer Sant Miquel, 41 (Barcelona) · Vegeu més fotos d'aquest monument · Carregueu una nova foto d'aquest monument |
| Escola de Nàutica                                         | BCIL 2000 | Historicisme Joaquim Vilaseca i Adolf Florensa 1930-33    | Barcelona Pla de Palau, 18 - pl. Pau Vila                                          | 41° 22′ 57″ N, 2° 11′ 04″ E / 41.382431°N,2.184377°E | IPA-42538 | Facultat de Nàutica (Barcelona) · Vegeu més fotos d'aquest monument · Carregueu una nova foto d'aquest monument                            |

## Altres monuments inventariats
Altres monuments inclosos a l'Inventari del Patrimoni Arquitectònic Català i identificats en el Catàleg de Patrimoni Arquitectònic de Barcelona amb altres nivells de protecció:
- BIU pels Béns d'Interès Urbanístic, que corresponen al nivell C del catàleg i no poden ser enderrocats.[2]
- BID pels Béns d'Interès Documental (nivell D), que poden ser enderrocats però abans cal dur a terme un estudi històricoartístic per documentar com eren.[2]

| Monument                                             | Protecció | Estil/època                                        | Localització                                                           | Coordenades                                             | Codi?     | Imatge |
| ---------------------------------------------------- | --------- | -------------------------------------------------- | ---------------------------------------------------------------------- | ------------------------------------------------------- | --------- | --- |
| La Barceloneta                                       |           | Neoclassicisme XVIII-XIX                           | Barcelona                                                              | 41° 22′ 50″ N, 2° 11′ 21″ E / 41.380556°N,2.189167°E    | IPA-40636 | La Barceloneta (Barcelona) · Vegeu més fotos d'aquest monument · Carregueu una nova foto d'aquest monument                                |
| Mercat de la Barceloneta                             |           | Arquitectura del ferro Antonio Rovira i Trias 1884 | Barcelona Pl. Poeta Boscà, 1                                           | 41° 22′ 49″ N, 2° 11′ 21″ E / 41.380326°N,2.1892847°E   | IPA-41283 | Mercat de la Barceloneta (Barcelona) · Vegeu més fotos d'aquest monument · Carregueu una nova foto d'aquest monument                      |
| Can Solé                                             |           | Obra popular, modernisme XVIII                     | Barcelona C. Sant Carles, 4 - c. Mar, 51-53 - c. Sant Elm, 14-16       | 41° 22′ 44″ N, 2° 11′ 18″ E / 41.378894°N,2.188370°E    | IPA-41284 | Can Solé (Barcelona) · Vegeu més fotos d'aquest monument · Carregueu una nova foto d'aquest monument                                      |
| Edifici d'habitatges al carrer Sant Carles, 7        |           | Eclecticisme, modernisme XIX (1900)                | Barcelona C. de Sant Carles, 7 - c. Sant Miquel, 55 - c. Pescadors, 12 | 41° 22′ 45″ N, 2° 11′ 19″ E / 41.379048°N,2.188686°E    | IPA-41285 | Edifici d'habitatges al carrer Sant Carles, 7 (Barcelona) · Vegeu més fotos d'aquest monument · Carregueu una nova foto d'aquest monument |
| Casa Joan Ors                                        |           | Obra popular, modernisme XVIII                     | Barcelona C. Comte de Santa Clara, 13 - c. Sant Carles, 12             | 41° 22′ 44″ N, 2° 11′ 21″ E / 41.378999°N,2.1890628°E   | IPA-41331 | Casa Joan Ors (Barcelona) · Vegeu més fotos d'aquest monument · Carregueu una nova foto d'aquest monument                                 |
| Edifici Gas Natural, Torre Mare Nostrum              |           | Darreres tendències 1999-2006                      | Barcelona C. Doctor Aiguader, 38-54                                    | 41° 23′ 01″ N, 2° 11′ 25″ E / 41.3836374°N,2.19030369°E | IPA-42738 | Edifici Gas Natural (Barcelona) · Vegeu més fotos d'aquest monument · Carregueu una nova foto d'aquest monument                           |
| Parc de Recerca Biomèdica de Barcelona (PRBB)        |           | Darreres tendències 2002-2006                      | Barcelona C. Doctor Aiguader, 88                                       | 41° 23′ 03″ N, 2° 11′ 37″ E / 41.384214°N,2.193572°E    | IPA-42810 | Parc de Recerca Biomèdica de Barcelona · Vegeu més fotos d'aquest monument · Carregueu una nova foto d'aquest monument                    |
| W Hotel Barcelona, Hotel Vela                        |           | Darreres tendències 2004-2009                      | Barcelona Pl. Rosa dels Vents, 1                                       | 41° 22′ 06″ N, 2° 11′ 25″ E / 41.368472°N,2.190239°E    | IPA-42819 | W Hotel Barcelona · Vegeu més fotos d'aquest monument · Carregueu una nova foto d'aquest monument                                         |
| Bar Electricitat                                     |           | XX                                                 | Barcelona C. Sant Carles, 15 - c. Atlàntida, 57-61                     | 41° 22′ 46″ N, 2° 11′ 24″ E / 41.379349°N,2.190079°E    | IPA-43037 | Bar Electricitat (Barcelona) · Vegeu més fotos d'aquest monument · Carregueu una nova foto d'aquest monument                              |
| Restaurant Casa Ramonet                              |           | XX                                                 | Barcelona C. La Maquinista, 17 - c. Sal, 21 - c. Mariners, 22          | 41° 22′ 51″ N, 2° 11′ 20″ E / 41.380822°N,2.188934°E    | IPA-43418 | Restaurant Casa Ramonet (Barcelona) · Vegeu més fotos d'aquest monument · Carregueu una nova foto d'aquest monument                       |
| Piscines dels Banys de Sant Sebastià                 |           | 1988-1995                                          | Barcelona Pl. del Mar, 8                                               | 41° 22′ 25″ N, 2° 11′ 19″ E / 41.37362°N,2.18857°E      | IPA-46077 | Piscines dels Banys de Sant Sebastià (Barcelona) · Vegeu més fotos d'aquest monument · Carregueu una nova foto d'aquest monument          |
| Grup d'habitatges La Maquinista, Bloc dels Pescadors |           | Racionalisme 1951-1953                             | Barcelona Pl. del Llagut, 1-11                                         | 41° 22′ 53″ N, 2° 11′ 23″ E / 41.3814°N,2.1898°E        | IPA-46085 | Grup d'habitatges La Maquinista (Barcelona) · Vegeu més fotos d'aquest monument · Carregueu una nova foto d'aquest monument               |
| Hotel Arts                                           |           | 1989-1992                                          | Barcelona C. de la Marina, 19                                          | 41° 23′ 12″ N, 2° 11′ 46″ E / 41.386667°N,2.19611°E     | IPA-46086 | Hotel Arts (Barcelona) · Vegeu més fotos d'aquest monument · Carregueu una nova foto d'aquest monument                                    |
| Passeig Marítim de la Barceloneta                    |           | 1995                                               | Barcelona Pg. Marítim de la Barceloneta                                | 41° 22′ 55″ N, 2° 11′ 38″ E / 41.3819°N,2.1939°E        | IPA-46110 | Passeig Marítim de la Barceloneta (Barcelona) · Vegeu més fotos d'aquest monument · Carregueu una nova foto d'aquest monument             |
| Hospital del Mar                                     |           | Escola de Barcelona 1914, 1989-1992                | Barcelona Pg. Marítim de la Barceloneta, 25                            | 41° 23′ 01″ N, 2° 11′ 39″ E / 41.38369°N,2.19426°E      | IPA-46147 | Hospital del Mar (Barcelona) · Vegeu més fotos d'aquest monument · Carregueu una nova foto d'aquest monument                              |